# Тригве Ли
Тригве Ли (норв. Trygve Halvdan Lie; Осло, 16. јул 1896 — Јејлу, 30. децембар 1968) био је норвешки политичар и први изабрани генерални секретар Уједињених нација. Рођен је у Ослу 1896. Дипломирао на правном факултету на Универзитету у Ослу. Обављао је високе дужности у администрацији Норвешке. Као министар иностраних послова предводио је норвешку делегацију на првом заседању Уједињених нација, где је 1. фебруара 1946. изабран за генералног секретара. На дужности је остао до 1952. И након одласка са функције, повремено је обављао послове за Уједињене нације, између осталог и као медијатор.